# 프라이빗에쿼티
프라이빗에쿼티(private equity)는 주식시장과 같은 '공개시장(주식시장)'이 아니라 기업 창업주 및 경영진과 '(프라이빗 마켓)' 협상을 통해 비상장 지분을 인수하는 방식으로 투자하는 자금을 말한다.

## 같이 보기
- 지주회사
- 사모펀드